# Soulom
Soulom is een gemeente in het Franse departement Hautes-Pyrénées (regio Occitanie) en telt 259 inwoners (2005). De plaats maakt deel uit van het arrondissement Argelès-Gazost.

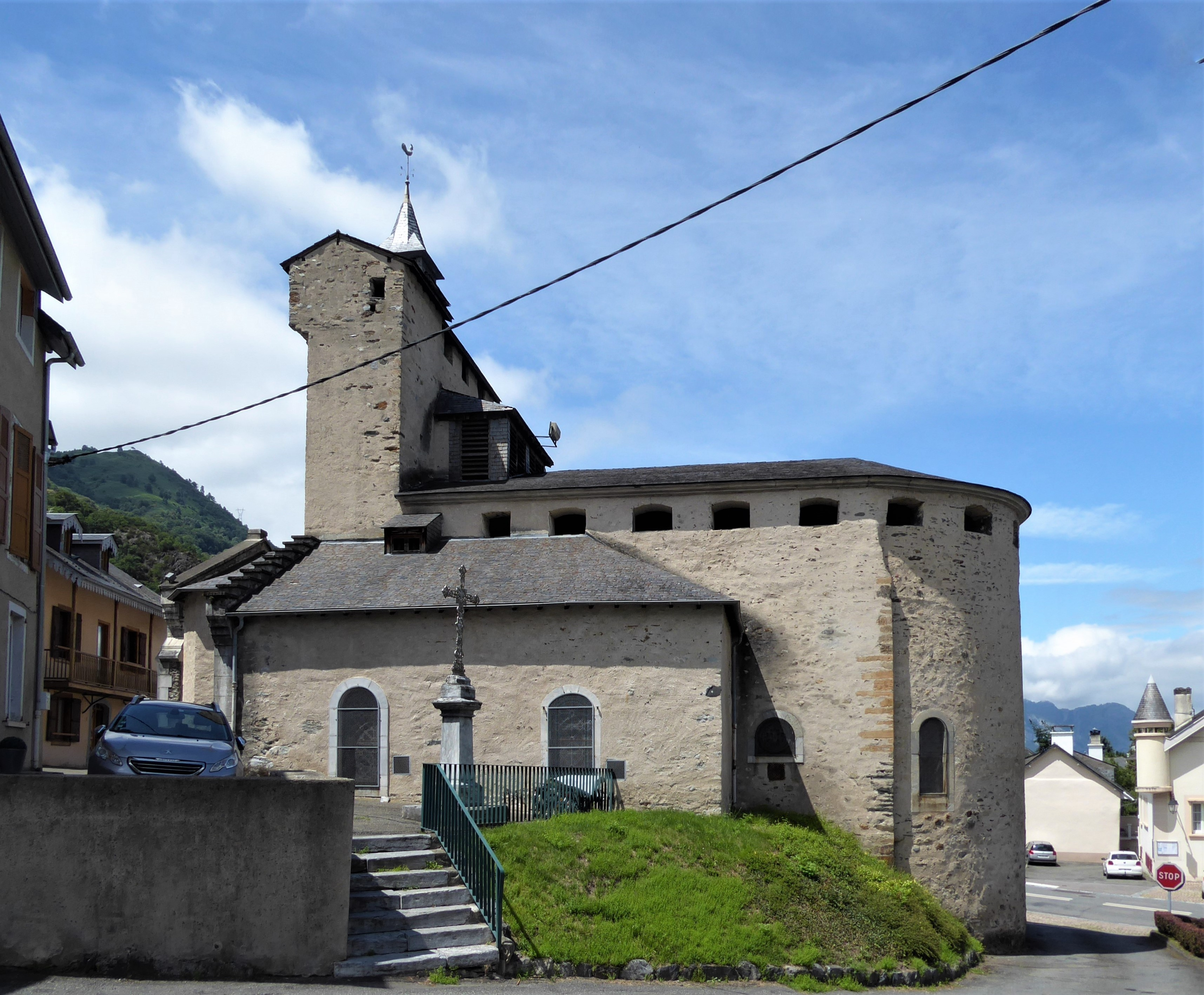
Weerkerk

## Geografie
De oppervlakte van Soulom bedraagt 2,9 km², de bevolkingsdichtheid is 89,3 inwoners per km².

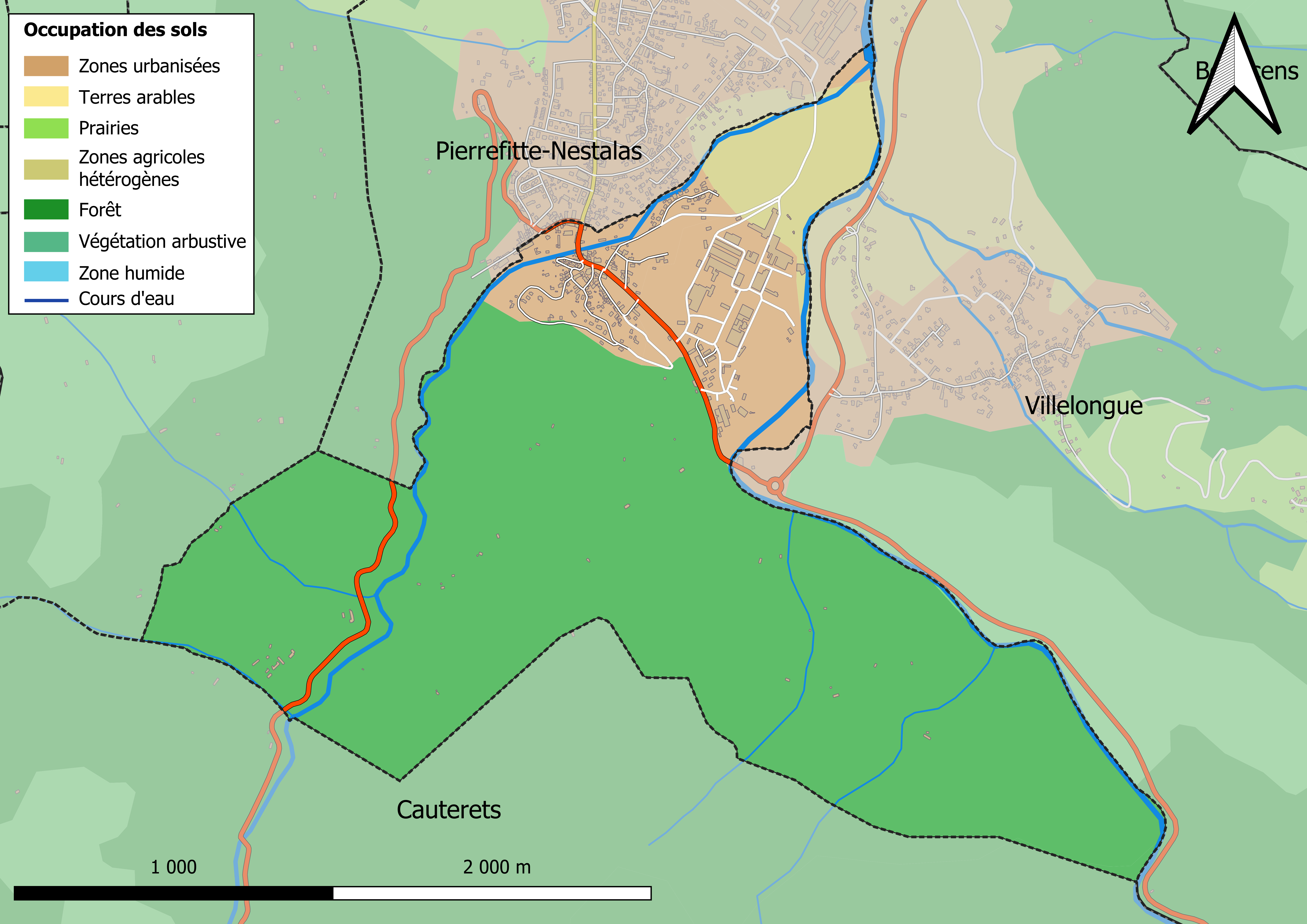
Kaart van de gemeente met belangrijkste infrastructuur, bodemgebruik en omliggende gemeenten

## Demografie
Onderstaande figuur toont het verloop van het inwonertal (bron: INSEE-tellingen).